# سييسموند فاسا
زيغمونت الثالث فاسا أو سييسموند فاسا (بالبولدنية: Zygmunt III ، بالسويدية Sigismund) (غريبسهولم، 20 يونيو 1566 - وارسو، 30 أبريل 1632) ملك السويد بين عامي 1592 - 1599 ، وملك بولندا بين عامي 1587 - 1632.
ينتمي إلى عائلة فاسا المالكة في السويد ، وهو ابن يوهان الثالث ملك السويد والأميرة البولندية كاثرين ججلون شقيقة زغمونت الثاني أوغست ملك بولندا.

## حياة مبكرة

### طفولة وانتخاب
وُلد سييسموند في 20 يونيو عام 1566 لكاثرين ججلون والدوق الأكبر لفنلندا يوهان في قلعة غريبشولم. كان والديه، في ذلك الوقت، سجناء من قبل الملك إريك الرابع عشر، ولكن على الرغم من السيطرة البروتستانتية على السويد، نشأ الشاب سييسموند كروماني كاثوليكي. كانت والدته كاثرين ابنة الملك البولندي زغمونت الأول والملكة الإيطالية بونا سفورزا. في عام 1567 أُطلق سراح سييسموند ووالديه من السجن. بعد ذلك بعام، في عام 1568، خُلع إريك الرابع عشر واعتلى والد سييسموند عرش السويد وسُمي بالملك جون الثالث. منذ عام 1568 فصاعدًا أصبح سييسموند ولي عهد السويد.
في عام 1587 ترشح سييسموند لانتخابات العرش البولندي بعد وفاة الملك ستيفن باتثوري. دعمته عمته الملكة آنا وهيتمان جان زامويسك والنبلاء المخلصين لأسرة زبورفسكي. مع هذا الدعم القوي من عائلات النخبة والأشخاص ذوي النفوذ، اُنتخب في حينه حاكمًا للكومنولث البولندي الليتواني في 19 أغسطس عام 1587 بمباركة زعيم بولندا ستانيسواو كارنكوفسكي. منذ ذلك الوقت أصبح اسمه الرسمي ولقبه: «بفضل من الله، ملك بولندا، دوق ليتوانيا الكبير، حاكم روثينيا وبروسيا ومازوفيا وساموجيتيا وليفونيا وأيضاً الملك الوراثي للسويديين والقوطيين والويندين»؛ الألقاب اللاحقة هي إشارة إلى حقيقة أنه كان بالفعل ولي عهد السويد، وبالتالي سينجح بشكل قانوني في الاستيلاء على عرش السويد عند وفاة والده.

### معارضة اعتلاءه العرش
كانت نتيجة الانتخابات محل نزاع قوي من قبل فصائل النبلاء البولنديين الذين دعموا ترشيح ماكسيليان الثالث أرشيدوق النمسا، الذي غزا البلاد لفترة وجيزة. عند سماع انتخابه، تسلل الملك سييسموند عبر براثن البروتستانتية في السويد ونزل في بولندا في 7 أكتوبر، وافق فورًا على منح العديد من الامتيازات الملكية للسيم على أمل الفوز على بعض خصومه وتسوية الانتخابات المتنازع عليها. أعلنه أمين الخزانة البروسية الصغرى جان دولسكي كملك بالنيابة عن المارشال أندرزي أوباليسكي، وبعد وصوله إلى مدينة العاصمة الملكية في كراكوف، تُوج في 27 ديسمبر في كاتدرائية فافل.
في نهاية المطاف، هزم هيتمان جان زامويسك ماكسيميليان في معركة بيشينا وسجنه. ومع ذلك، بناءً على طلب البابا سيكتوس الخامس، أطلق الملك سييسموند سراح ماكسيميليان، الذي استسلم لمطالبته ببولندا في عام 1589. حاول الملك سييسموند أيضًا الحفاظ على السلام مع جاره القوي من خلال الزواج من الأرشيدوقة آن من النمسا في عام 1592. كانت نيته دائمًا الحفاظ على تحالف مع النمسا الكاثوليكية ضد القوات البروتستانتية.
عندما توفي والده طلب الملك سييسموند من السيم أن يُسمح له بالمطالبة بميراثه كملك شرعي للسويد. لم يكن هناك اعتراض من قبل البولنديين. عندما وعد باحترام اللوثرية كدين رسمي للسويد، وافق السويديون أيضًا. تُوج سييسموند ملكًا للسويد في عام 1594. عين عمه، كارل التاسع، وصيًا على العرش ليحكم نيابة عنه في السويد بينما بقي في بولندا، حيث كانت السويد والكومنولث في اتحاد شخصي فقط، ولم يتحدوا في دولة واحدة. ومع ذلك، نمت التوترات بسرعة في السويد، على الرغم من تعهده، كان الملك سييسموند كاثوليكيًا متدينًا، مما جعل السويديين يشكون في حاكمهم الجديد. حذر مثيرو القلاقل اللوثريون من أن الهدف الرئيسي لسييسموند هو جعل السويد كاثوليكية مرة أخرى. كدليل على ذلك، أشاروا إلى اتحاد برست الذي أُنشئ في عام 1596، والذي نقل الشعب الأرثوذكسي الشرقي في روثينيا إلى الجماعة الكاثوليكية وأدى إلى الكنيسة الأوكرانية الكاثوليكية الحديثة. عبّر الاتحاد أيضًا عن صداقته مع النمسا الكاثوليكية ودعمه للإصلاح الكاثوليكي، وخاصة اليسوعيين، الذين انتشروا لدحض البروتستانتية واستعادة الأرض الروحية المفقودة لروما.

## التراجع والموت
حاول الملك سييسموند طوال هذه الحروب تحقيق الاستقرار وتنظيم حكومة الكومنولث. خلقت الملكية الانتخابية في بولندا طبقة من النبلاء تتمتع بسلطات واسعة وقدرًا كبيرًا من الانقسام. عمل سييسموند على اكتساب المزيد من السلطة للملك بالإضافة إلى السماح لأعمال الحكومة بالمرور بأغلبية أصوات البرلمان بدلًا من الإجماع، الأمر الذي كان من الصعب للغاية تحقيقه وكان يعني أن الأشياء لم تُنجز في كثير من الأحيان. أدت كل هذه الإجراءات إلى تمرد، لكن الملك كان منتصرًا في نهاية المطاف، وعلى الرغم من نقد المؤرخ باوي جاسينيكا، كان عهده فترة عظيمة في التاريخ البولندي.
جعل سييسموند الكومنولث القوة المهيمنة في أوروبا الوسطى والشرقية وضمن بقاء بولندا دولة كاثوليكية قوية في مواجهة الغزو البروتستانتي. يُعتبر ملكًا جريئًا ومثقفًا بصفات رجل عصر النهضة، كما يتضح من إيمانه الورع وموهبته الفنية. كان سييسموند فنانًا موهوبًا ورسامًا وصائغ مشغولات ذهبية. نجت واحدة فقط من لوحاته الثلاث - واحدة ترجع لقرون نُسبت بالخطأ إلى تينتوريتو. من ورشته الشخصية، جاء الجزء الرئيسي من النعش الفضي الشهير للقديس أدلبرت من براغ في الكاتدرائية في غنيزنو. كان سييسموند أيضًا شغوفًا جدًا بالخيمياء والأساليب القديمة لتحويل المعادن إلى ذهب. تعاون غالبًا مع الخيميائي والفيلسوف الشهير ميخال سيدزيفوي.
في نهاية عهده، انسحب سييسموند تمامًا من السياسة وكرس نفسه على وجه الحصر لقضايا الأسرة واهتماماته في الفنون الأدائية. بعد وقت قصير من الوفاة المفاجئة لزوجته الثانية، كونستانس من النمسا، أصيب سييسموند بمرض خطير وتعرض لمشاكل عقلية ونفسية شديدة. أصبح طريح الفراش بسبب النقرس وآلام المفاصل، وهو مرض ورثه من المحتمل من جده زغمونت الأول. توفي الملك في النهاية بسكتة دماغية في 30 أبريل عام 1632 عن عمر يناهز 65 عامًا في القلعة الملكية في وارسو. دُفنت جثته داخل كاتدرائية فافل في كراكوف وخلفه ابنه فواديسواف الرابع فاسا.

## حياة شخصية

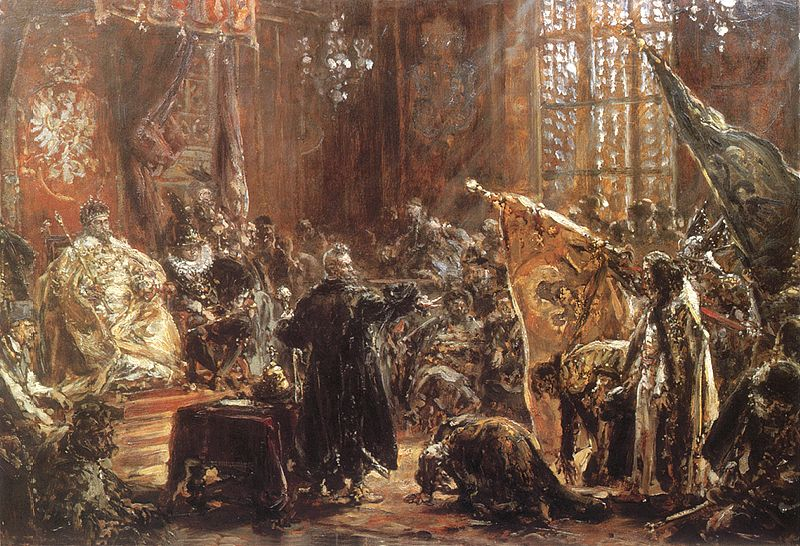
القيصر الروسي فاسيلي الرابع شويسكي، الذي أحضره زولكيفسكي وأجبره على الركوع أمام الملك البولندي سيغيسموند الثالث فاسا في سيجم في وارسو في 29 أكتوبر 1611.

بصرف النظر عن كونه كاثوليكيًا متدينًا ورسامًا ولديه اهتمام بالكيمياء، كان سييسموند رياضيًا نهمًا أيضًا. شارك في المسابقات، استمتع بالتزلج على الجليد ولعب كرة القدم. غالبًا ما وضع الملك أنشطة ممتعة وترفيهية فوق تلك المتعلقة بشؤون الدولة. بسبب الملل من السياسة والدبلوماسية المكثفة، كان ممانعًا المشاركة في المؤتمرات مع أقطاب أو ممثلي السيم. على سبيل المثال، خلال اجتماع واحد مع المستشار ورئيس الأساقفة، قرر سييسموند رسم بومة في دفتر الملاحظات الذي قُدم لتدوين نصائح مهمة. ومع ذلك، هناك شك حول ما إذا كان هذا قد حدث في أي وقت مضى. كما استمتع الملك بتوجيه ونصح المهندسين المعماريين والتأكيد على عدم كفاءتهم. أثناء زيارة إلى كنيسة بيرناردين في لفيف (لافيف لاحقًا) في عام 1621، أنب كبير المهندسين المعماريين لجعل المعبد يبدو غير متناسب.
طوال فترة حكمه، كان سييسموند معروفًا بأدبه وأخلاقه. من ناحية أخرى، استضاف الحفلات الراقصة وعقد حفلات تنكرية التي كان يرقص خلالها مع الخدم المستأجرين ويرتدي زي مهرج النكات. لُوحظ هذا بشكل سلبي من قبل أعضاء البلاط الملكي، الذين وجدوا هذا السلوك 'غير لائق' ولا يستحق أن يكون ملكًا. لُوحظت مهارات الملك أيضًا في الرقص وأداء الرقصات الشعبية البولندية بالإضافة إلى الرقصات الإيطالية، مثل: سالتاريلو وباسامزو. عند الزواج من زوجته الأولى، آن من النمسا، في 25 نوفمبر عام 1592، نظم حفلة تنكرية تحت عنوان ميدان كراكوف الرئيسي، لرعاياه الزنادقة ورقص «أربع عشرة مرة» للجمهور. في وقت لاحق من حياته، أصبح رجلًا منعزلًا يفضل قضاء الوقت مع أفراد العائلة والمستشارين.

## روابط خارجية
- سييسموند فاسا على موقع الموسوعة البريطانية (الإنجليزية)